# Franciszek Chrószcz
Franciszek Chrószcz (ur. 1 listopada 1846 w Krzyżkowicach, zm. 8 sierpnia 1906 w Pszowie) – polski górnik, weteran trzech wojen pruskich, nazywany Śląskim Drzymałą.

## Życiorys
Zgodnie z pruskim prawem, jako obywatel tego państwa Chrószcz miał obowiązek odbyć służbę wojskową. Komisja poborowa zakwalifikowała go jako zdolnego do służby i tym samym zasilenia armii. Ze względu na swoje walory i zdolności został sanitariuszem. Brał udział po stronie pruskiej w trzech wojnach, kolejno z Danią o Szlezwik i Holsztyn (1864 r.), Austrią o hegemonię w Związku Niemieckim (1866 r.) oraz z Francją (1870–1871 r.). Za udział w wojnach otrzymał odznaczenia oraz stopień podoficera. Prawdopodobnie robiłby karierę w wojsku, jednak ze służby wyeliminował go uraz nogi. Małe uposażenie, które było ekwiwalentem wojskowym za poniesiony uszczerbek na zdrowiu na niewiele starczało. Oprócz wspomnianej renty dorabiał Franciszek Chrószcz po odejściu z wojska na kopalni Anna, do tego dalej leczył. Jednak sytuacja materialna stawała się coraz gorsza. Ostatecznie postanowił opuścić Pszów i udać się na zarobkową emigrację. Wyemigrował w 1886 roku do Westfalii. Tam pracował w kopalniach. Dekadę później, w 1896 roku, Franciszek Chrószcz wraz z rodziną, po uciułaniu paru groszy wrócił na Śląsk. Zamieszkał w Rydułtowach w domu odziedziczonym przez żonę. Z zebranych poza krajem oszczędności utworzył firmę transportowo-przewozową. W tym celu zakupił konie. W dalszym ciągu zajmował się felczerstwem i leczeniem.
Po powrocie dorabiał jako górnik w kopalni „Anna” w Pszowie. Zwolniono go z pracy i skonfiskowano jego majątek za udział w akcji propagandowej na rzecz wyboru polskich posłów. W czerwcu 1903 roku odbyły się wybory do Reichstagu. Chrószcz wraz z najstarszym synem rozpoczął agitację na rzecz Jana Kowalczyka, redaktora „Górnoślązaka” z Katowic, kandydata na okręg pszczyńsko-rybnicki. Kowalczyk rywalizację wyborczą przegrał. Chrószcz odczuł to bardzo boleśnie. Splot wydarzeń i konsekwencji poniesionych przez Chrószcza i najbliższa rodzinę spowodował, że zostawiła go żona. Wsparcie kandydata, który sprzeciwiał się władzy pruskiej, stawiał Chrószcza w jednym szeregu z opozycją wobec tego państwa.
Za zaoszczędzone pieniądze Chrószcz nabył w Pszowie parcelę, gdzie chciał wybudować dom. Zakupił ziemię z dawnych dóbr hr. Jana Węgierskiego, graniczących z dominium pszowskim, a parcelowanej przez Bank w Poznaniu. Ziemię nabył z myślą o budowie domu. W myśl noweli osadniczej „kto chce poza zwartą zabudową wznieść dom mieszkalny, lub istniejący budynek urządzić jako dom mieszkalny, powinien uzyskać pozwolenie od wydziału powiatowego. Przed uzyskaniem takiego zaświadczenia policja budowlana nie udzieli pozwolenia na budowę”. Franciszek takiej zgody nie otrzymał. Na tym tle dochodziło do częstych nieporozumień pomiędzy Chrószczem a amtowym i zawiadowcą kopalni jednocześnie, Pertuskem oraz pruskim żandarmem o nazwisku Rothe. Przed tragedią z 8 sierpnia 1906 roku na zlecenie urzędnika górnicy mu podlegli oraz żandarm zniszczyli z mozołem postawioną przez Chrószcza i synów stodołę.
Mieszkanie urządził sobie zatem w wykopanej jamie pod stodołą – pomieszczeniu częściowo wpuszczonym w ziemię, gdzie samodzielnie zbudował murowany z cegieł piec. W końcu lipca 1906 roku Chrószcz dostał rozkaz, by rozebrać ścianę murowaną, przez którą miał uchodzić dym z pieca. Na piec co gorsza nie posiadał także stosownego zezwolenia. Władze również niezwłocznie nakazały zburzyć piec, który miał być niezgodny z obowiązującym prawem. Franciszek Chrószcz zignorował polecenie. Konsekwencją tego była wizyta żandarma Rothe, w środę 8 sierpnia tego roku. Policjant miał wymóc na Chrószczu zburzenie m.in. spornego muru. Pomocą służył żandarmowi górnik zajmujący się również murarką, o nazwisku Morawiec. Chrószcz poprosił żandarma, by chwilowo odstąpił od burzenia muru. Prosił z nadzieją, że uda mu się uzyskać odpowiednie pozwolenia pisemne czy to ustne, u władz. Chrószcz tłumaczył, iż płaci regularnie podatki, że brał udział w trzech wojnach po stronie pruskiej. Rzecz jasna Rothe zignorował Chrószcza i nakazał Morawcowi rozebrać mur. W czasie gdy murarz zabierał się do rozbiórki, Chrószcz zdając sobie sprawę, iż nic nie wskóra oddalił się. Po chwili wrócił ze śrutową strzelbą. Wystrzelił w stronę żandarma. Rothe raniony w głowę jeszcze żył, wówczas Chrószcz oddał drugi strzał, tym razem śmiertelny w pierś policjanta. Morawiec w tym momencie szybko opuścił parcelę. Chrószcz ukrył się w pobliskim lasku. Natychmiast wszczęto poszukiwania, ruszyła obława. Otoczony przez żandarmerię Franciszek Chrószcz odebrał sobie życie, strzelając rewolwerem w pierś. Wkrótce odbył się pogrzeb Chrószcza i żandarma pruskiego, który liczył sobie 35 lat i osierocił dwoje małych dzieci. Samowolkę budowlaną czyli mury i piec Chrószcza naprędce rozebrano i zrównano z ziemią, tak by nie pozostał żaden ślad.
Sprawa odbiła się dużym echem. Całe zdarzenie zbadała prokuratura oraz pułkownik żandarmerii przybyły z Wrocławia. Chrószcza pochowano trzy dni po tragedii bez krzyża, gdzieś pod płotem w bliskości pszowskiego kościoła.
Prasa od narodowej, przez katolicką, po socjalistyczną wzięła w obronę Chrószcza, nie atakując przy tym żandarma pruskiego. W podobnym tonie wypowiadał się m.in. niemiecki „Vorwärts”, który spuentował, iż Chórszcz padł ofiarą systemu pruskiego. Za jedynego winowajcę uznawano pruskie ustawodawstwo. W prorządowych dziennikach niemieckich „zbrodnia polityczna” została przemilczana, a jeśli pojawiały się opisy, to miały zwykle charakter informacyjny, przekazywano gołe fakty. Wydawany w Gliwicach dziennik „Głos Śląski” po pszowskiej tragedii zadał swoim czytelnikom proste pytanie: „Czy doszłoby do tragedii w której dwóch ludzi pozbawiono życia gdyby Chrószcz mógł się wybudować na swojej parceli?”.
Śmierć Polaka wywołała oddźwięk w ówczesnej prasie. To właśnie wtedy zaczęto nazywać Chrószcza „śląskim Drzymałą”.
Historia Franciszka Chrószcza stała się inspiracją do napisania m.in. dramatu Jana Nikodema Jaronia pt. Wywłaszczenie, wydany we Lwowie w 1912 roku. Utwór ze względu na polityczny wydźwięk nigdy nie został wystawiony na scenie. Chrószczem w owym dramacie jest Pielok. Kolejna praca pt.: „Jakto Prusacy nagrodzili za służbę Ślązaka: prawdziwa historja męczennika śląskiego Chrószcza”, wydana w Mikołowie w 1920 roku, wyszła spod pióra Romana Roli. Z kolei Chrószczem w utworze pt.: „Wyrąbany chodnik”, wydanym w Cieszynie w 1932 roku, jest Waloszek. Powieść napisał Gustaw Morcinek.